# The Recession
The Recession è il terzo album di Young Jeezy sotto etichetta Def Jam. Inizialmente il titolo dell'album era "I Am the Trap", ma Jeezy lo ha voluto cambiare in "The Recession".
Il primo singolo è "Put On" con la partecipazione di Kanye West e prodotta da Drumma Boy. Nel brano Kanye West fa uso di un effetto chiamato auto-tune, che ha la funzione di modulare la frequenza del timbro vocale e delle eventuali note musicali.
Il secondo singolo è "Vacation", pubblicato il 12 agosto 2008 sul suo sito internet, www.USDA2DAY.com. Il brano è stato prodotto da The Inkredibles.
L'uscita dell'album è stata spostata al 2 settembre 2008. Originariamente la data di uscita era fissata al 29 luglio 2008 e successivamente spostata al 26 agosto.
Jeezy ha dichiarato a 106 & Park che il materiale contenuto in questo album è come il materiale presente nel suo primo album, Let's Get It: Thug Motivation 101, dopo aver assunto steroidi.
Il 26 agosto 2008, l'album completo è stato reso disponibile on-line illegalmente.

## Track listing
La seguente tracklist è stata confermata il 14 agosto 2008.
| #  | Titolo                                | Compositore\i                                                  | Produttore\i                                 | Collaborazione\i               | Durata | Campionamento\i                                                   |
| -- | ------------------------------------- | -------------------------------------------------------------- | -------------------------------------------- | ------------------------------ | ------ | ----------------------------------------------------------------- |
| 1  | "The Recession (Intro)"               | A. Davis, J. Jenkins                                           | DJ Toomp (co-prodotta da Boogz)              | -                              | 4:38   | -                                                                 |
| 2  | "Welcome Back"                        | H. Ivy, J. Jenkins                                             | DJ Squeeky                                   | -                              | 4:07   | -                                                                 |
| 3  | "By the Way"                          | J. Jenkins, T. Allen                                           | Terry "T.A." Allen                           | -                              | 4:00   | -                                                                 |
| 4  | "Crazy World"                         | J. Jenkins, T. Sewell                                          | Midnight Black                               | -                              | 3:57   | -                                                                 |
| 5  | "What They Want"                      | J. Jenkins, T. Sewell                                          | Midnight Black                               | -                              | 3:53   | -                                                                 |
| 6. | "Amazin'"                             | C. Gholson, J. Jenkins                                         | Drumma Boy (co-prodotta da John Frazier Jr.) | -                              | 4:16   | -                                                                 |
| 7  | "Hustlaz Ambition"                    | C. Gholson, J. Jenkins                                         | Drumma Boy (co-prodotta da John Frazier Jr.) | -                              | 3:40   | Contiene elementi tratti dal brano di 2Pac "Ambitionz Az a Ridah" |
| 8  | "Who Dat"                             | D. Rich, D. Stewart, J. Jenkins                                | Shawty Redd                                  | -                              | 3:49   | -                                                                 |
| 9  | "Don't Know You"                      | J. Jenkins, T. Sewell                                          | Midnight Black                               | -                              | 4:58   | -                                                                 |
| 10 | "Circulate"                           | B. Paul, D. Cannon, D. Level, J. Jenkins                       | Don Cannon                                   | -                              | 3:49   | "Let the Dollar Circulate" di Billy Paul                          |
| 11 | "Word Play"                           | E. Ortriz, J. Jenkins, K. Crowe, K. Davis, L. Perry, M. Cowart | J.U.S.T.I.C.E. League                        | -                              | 3:14   | -                                                                 |
| 12 | "Vacation"                            | J. Jenkins, J. Mollings, L. Elliott, M. Carpenter              | The Inkredibles                              | -                              | 3:46   | -                                                                 |
| 13 | "Everything"                          | A. Hamilton, M. Deglel, W. Thomas                              | Street Market Music                          | Anthony Hamilton & Lil' Boosie | 4:41   | -                                                                 |
| 14 | "Takin' It There"                     | J. Jenkins, L. Douglas, T. Neverson                            | FATBOI                                       | Trey Songz                     | 3:28   | -                                                                 |
| 15 | "Don't Do It"                         | J. Jenkins, L. Douglas, T. Neverson                            | DJ Pain 1                                    | -                              | 4:06   | "The Overture of Foxy Brown" di Willie Hutch                      |
| 16 | "Put On"                              | C. Gholson, J. Jenkins, K. West                                | Drumma Boy                                   | Kanye West                     | 5:21   | -                                                                 |
| 17 | "Get Allot"                           | H. White, J. Jenkins, M. Davis, N. Solis                       | Crown Kingz Productions (C.K.P.)             | -                              | 4:29   | -                                                                 |
| 18 | "My President"                        | C. Whitacre, J. Henderson, J. Jenkins, N. Jones                | Tha Bizness                                  | Nas                            | 5:30   | -                                                                 |
| *  | "Put On [Remix]" (iTunes Bonus Track) | C. Gholson, J. Jenkins, S. Carter                              | Drumma Boy                                   | Jay-Z                          | 4:35   | -                                                                 |
| *  | "Done It" (iTunes Bonus Track)        | E. Ortriz, J. Jenkins, K. Crowe, K. Davis, L. Perry, M. Cowart | J.U.S.T.I.C.E. League                        | -                              | 4:04   | -                                                                 |